# Robert Warren Wilson
Robert Warren Wilson, häufig Robert W. Wilson zitiert, (* 26. Juli 1909 in Oakland, Kalifornien; † 2006) war ein US-amerikanischer Wirbeltier-Paläontologe, der sich vor allem mit Säugetieren des Tertiär und Quartär in Nordamerika befasste.
Wilson studierte Geologie am Caltech, wo er 1932 seinen Bachelor-Abschluss sowie 1932 seinen Master-Abschluss machte und wo er 1936 promoviert wurde. Danach war er Sterling Research Fellow an der Yale University und 1937 bis 1939 Fellow des Caltech. Ab 1939 war er Instructor und später Assistant Professor für Geologie an der University of Colorado und ab 1947 Associate Professor für Zoologie und Associate Curator für Wirbeltierpaläontologie an der University of Kansas. Von 1961 bis zu seiner Emeritierung 1975 war er Professor an der South Dakota School of Mines and Technology und Direktor von dessen Museum für Geologie. 1975–1977 war er Gastprofessor an der University of Texas und ab 1977 mit dem Museum of Natural History der University of Kansas verbunden, wo er 1980 Professor wurde.
1967/68 war er als Fulbright-Stipendiat an der Universität Wien (seit 1982 war er korrespondierendes Mitglied des Naturhistorischen Museums Wien) und 1956/57 als Guggenheim Fellow in London. 1981 war er Senior Research Fellow am Carnegie Museum of Natural History.
1999 erhielt er die Romer-Simpson-Medaille der Society of Vertebrate Paleontology, deren Präsident er 1955 war und deren Ehrenmitglied er seit 1978 ist. 1974 erhielt er den Arnold Guyot Memorial Award der National Geographic Society.

## Schriften
- Studies of Cenozoic vertebrates of western North America, Carnegie Institution, Washington D. C., 1938
- mit E. Raymond Hall, John R. Schultz, Chester Stock Studies of Tertiary and Quaternary mammals of North America, Carnegie Institution 1936